# Sân bay Hua Hin
Sân bay Hua Hin (tiếng Thái: ท่าอากาศยานหัวหิน) (IATA: HHQ, ICAO: VTPH) là một sân bay tại Hua Hin, một thị xã ở tỉnh Prachuap Khiri Khan của Thái Lan. Sân bay Hua Hin có một đường băng dài 2100 m có bề mặt rải bê tông nhựa.

## Các hãng hàng không và các tuyến điểm
Cho đến năm 2008, chỉ có hãng hàng không SGA Airlines hoạt động tại sân bay này, nối với Bangkok.
- SGA Airlines (Bangkok) [3]